# Obelisk Wellingtona w hrabstwie Somerset
Obelisk Wellingtona w hrabstwie Somerset – trójboczny obelisk pamięci Arthura Wellesleya, księcia Wellingtona niedaleko miejscowości Wellington w hrabstwie Somerset w Wielkiej Brytanii. Jest zabytkiem klasy II* i przy wysokości 53,34 m największym trójbocznym obeliskiem na świecie.

## Lokalizacja
Monument znajduje się na wzgórzu Wellington Hill na krawędzi wzgórz Blackdown Hills, na południe od miasta Wellington, w pobliżu autostrady M5, niedaleko granicy Somersetu z hrabstwem Devon. Stanowi dominantę krajobrazową tej części hrabstwa, a z miejsca lokalizacji monumentu rozciąga się szeroki widok na południowy Somerset, Kanał Bristolski i Park Narodowy Exmoor.

## Historia
Pomysł na wzniesienie pomnika księciu Wellingtonowi po raz pierwszy powstał po bitwie pod Waterloo. Rozpisano konkurs na projekt, który w roku 1817 wygrał Thomas Lee. Zaproponował trójgraniasty cokół z umieszczonym na nim żeliwnym pomnikiem Wellingtona. Planowana wysokość monumentu wynosiła 43 metry, a cokół miał być otoczony 20 armatami zdobytymi podczas bitwy pod Waterloo. Budowę rozpoczęto, lecz z powodu wyczerpania się funduszy budowę podstawy zakończono w momencie, kiedy miała 14 metrów wysokości. Zainteresowanie publiczne osłabło i czasowo zaniechano podwyższenia cokołu; jego budowę zakończono w roku 1820. Nie wybudowano żeliwnego pomnika, cała konstrukcja stała się obeliskiem. 
W roku 1840 w obelisk uderzył piorun dokonując znacznego uszkodzenia struktury. Lokalny architekt Charles Giles stwierdził, że monument stanowi zagrożenie publiczne, toteż poproszono go o przygotowanie planu naprawy monumentu, co zbiegło się czasowo ze śmiercią księcia Wellingtona. Projekt Gilesa różnił się znacząco od dotychczasowych planów; Giles postanowił wybudować najwyższy obelisk w Wielkiej Brytanii w stylu nawiązującym do sztuki egipskiej. We wnętrzu wybudowano 235 schodów prowadzących do platformy widokowej. Do roku 1892 odbudowano szczyt cokołu i podniesiono go do obecnej wysokości. 
W roku 1934 pomnik przeszedł pod zarząd National Trust i od tego czasu przechodził renowację co 10-15 lat. Jednak stan konstrukcji osiągnął stan krytyczny w roku 2018, przy czym w najgorszym stanie znajdowała się górna część obelisku. Remont obelisku kosztował 3 miliony funtów.